# Amour maternel

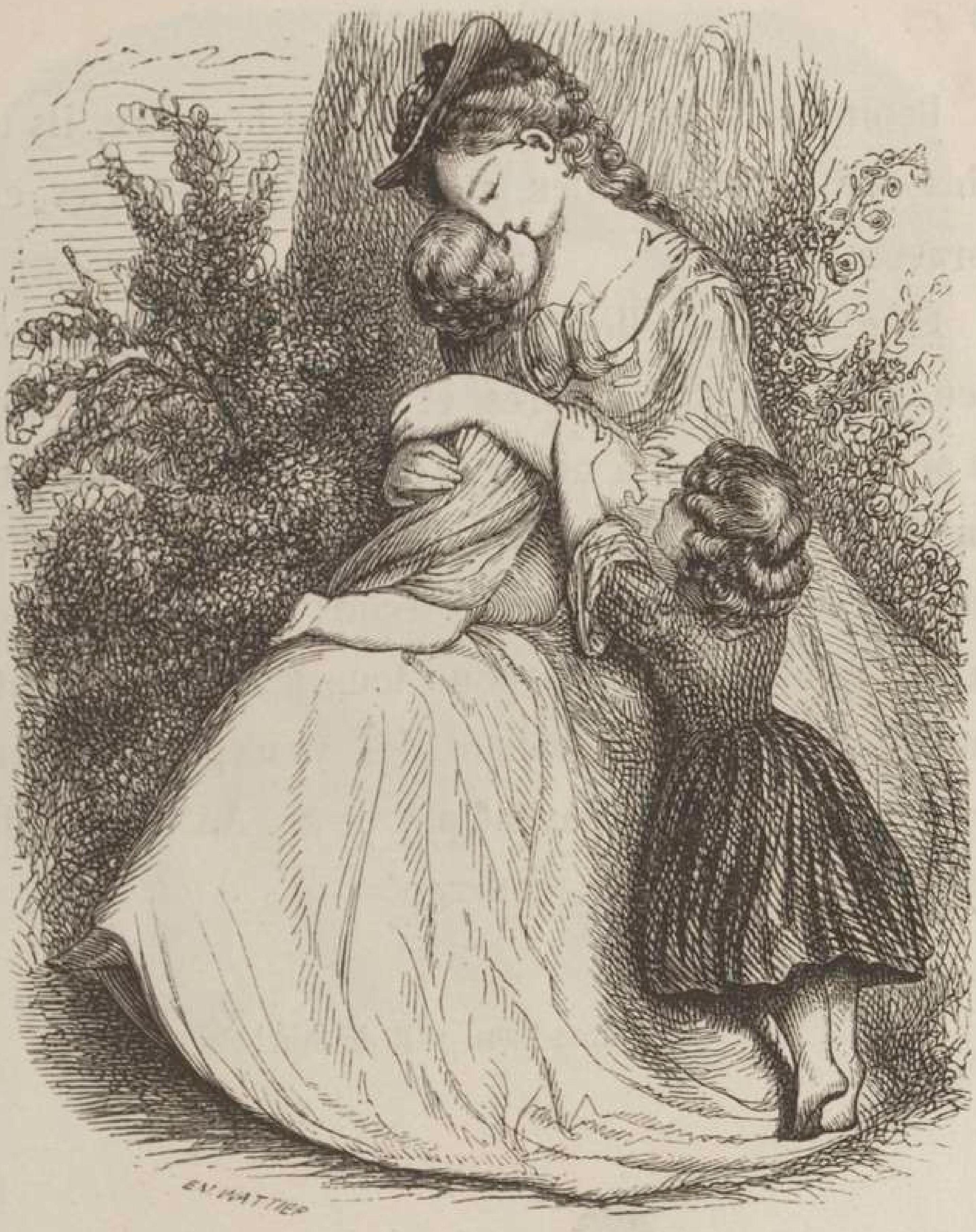
Illustration de 1865 sur l'amour maternel

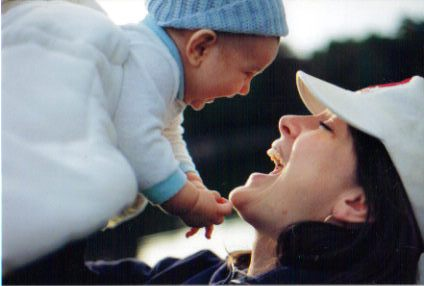
Femme tenant son enfant dans ses bras

L'amour maternel est un sentiment que ressent une mère pour son ou ses enfants et qui contribue à l'attachement de la dyade mère et enfant. Ce sentiment est souvent considéré comme le moteur des attentions de la mère veillant à la protection physique et morale, et à l'éducation de ses enfants. L'amour maternel a suscité des questions sur sa nature, son caractère instinctif et sa variabilité suivant les sociétés ; questions auxquelles des scientifiques et des historiens ont tenté de répondre par des approches différentes.
On parle couramment d'instinct maternel, chez les animaux, mais aussi les êtres humains, bien qu'il existe des objections à l'usage du mot « instinct » pour ces derniers.

## Approche scientifique

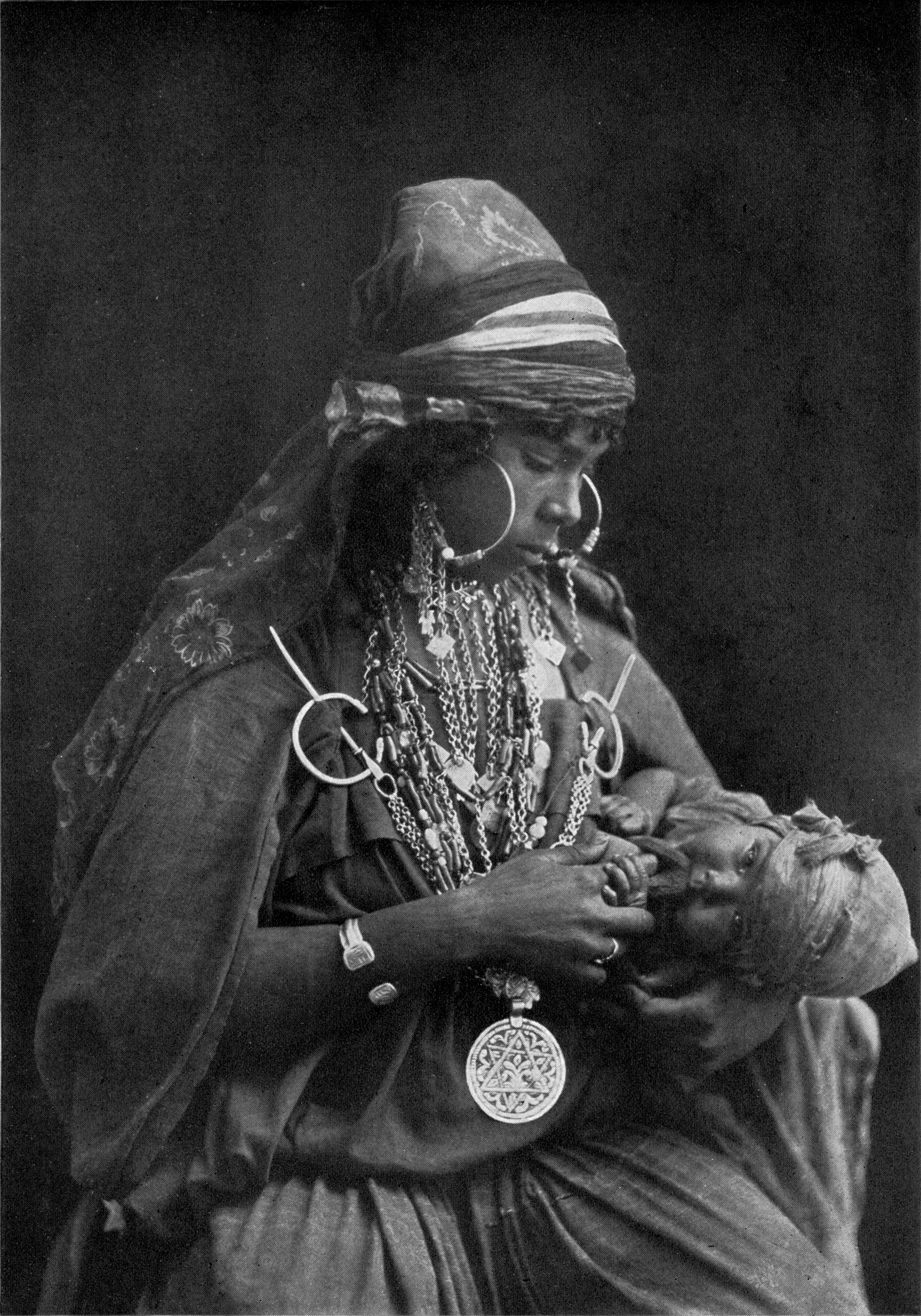
Mère bédouine et son enfant

Chez l'être humain, la psychologie scientifique s'est d'abord intéressée au phénomène d'attachement entre l'enfant et la mère, et surtout du point de vue de l'enfant et de son développement psychologique ultérieur. L'amour est un sentiment et l'étude scientifique des sentiments humains (comme sujet d'études expérimentales) s'est développée historiquement, plus tard, avec le développement des neurosciences affectives.
Des scientifiques, principalement dans les domaines de la recherche médicale (en particulier la neurobiologie) et de l'éthologie, ont étudié et étudient encore le lien maternel, ses origines, et ses modalités par l'enregistrement du comportement, du métabolisme, et de l'activité cérébrale des mères lors de situations faisant intervenir leur rapport à leur enfant, dans le cadre de protocoles d'étude.
On parle aussi couramment d'instinct maternel,, mais il existe des objections à l'usage du mot « instinct », notamment dans le contexte du comportement humain, qui peut être considéré comme une transposition abusive de la notion d'instinct maternel animal. Selon l’anthropologue Françoise Héritier : «  Il n’y a pas d’instinct maternel au sens où on l’entend ordinairement, à savoir que la maternité serait affaire purement biologique. »
En 2020, la neurobiologiste Catherine Dulac a été récompensée par le Breakthrough Prize pour sa découverte de « neurones de l’instinct parental » chez la souris,,.

### La théorie de l'attachement
La théorie de l'attachement est un champ de la psychologie qui traite d'un aspect spécifique des relations entre êtres humains. Son principe de base est qu'un jeune enfant a besoin, pour connaître un développement social et émotionnel normal, de développer une relation d'attachement avec au moins une personne qui prend soin de lui de façon cohérente et continue (« caregiver »). Cette théorie a été formalisée par le psychiatre et psychanalyste John Bowlby après les travaux de Winnicott, Konrad Lorenz et Harry Harlow. C'est dans ce sens qu'on peut dire que l'attachement est primordial pour l'évolution psychologique de l'enfant. Mary Ainsworth a élaboré sur la recherche de Bowlby et a développé une approche pour observer l'attachement d'un enfant à un fournisseur de soins (La technique de la situation étrange ). Mary Maine a continué à travailler sur les styles d'attachement. Aux trois élaborés par d'Ainsworth( sécure et deux insécures), elle en a ajouté une quatrième (style désorganisée).
Au cours de la période de développement de l'attachement chez un enfant, des processus cognitifs ont lieu qui sont d'une importance capitale pour la formation du comportement interpersonnel à l'avenir. Des modèles de fonctionnement mental de l'objet d'attachement, de la relation avec cet objet et du modèle de soi dans ces relations se forment. La fonction principale des modèles est de prédire le comportement des personnes qui sont des figures d'attachement, c'est-à-dire leur disponibilité et leur disposition à apporter aide et protection lorsque cette aide est souhaitée. De plus, ces représentations cognitives de base se généralisent au fil du temps pour inclure également d'autres personnes. Devenir une sorte de poteau indicateur pour façonner le comportement interpersonnel d'un individu tout au long de sa vie,,.

### L'allaitement et l'ocytocine
La prégnance d'une hormone, l'ocytocine, dans la genèse des comportements maternels, a été mise au jour par plusieurs études sur l'Homme et d'autres mammifères (la structure de l'ocytocine est la même chez tous les mammifères), ce qui accrédite la thèse de l'instinctivité de ces comportements. Un des vecteurs privilégiés du lien maternel et de son étude est ainsi l'allaitement ; il a été prouvé que cet acte, qui peut paraître tout à fait commun et naturel, est en fait le théâtre de processus biologiques et psychologiques complexes, faisant intervenir cette hormone aux propriétés exactes encore mal connues. On sait par exemple que, lors de la tétée, au moment où le nourrisson presse le mamelon, une dose importante d'ocytocine est sécrétée par l'hypothalamus ce qui permet, grâce aux effets vasoconstricteurs de cette molécule, une extraction plus facile du lait maternel; mais l'ocytocine possède aussi une action importante sur les mécanismes psychiques liées à la confiance, au calme et prend donc une place importante dans l'attachement d'une mère à son enfant.
Une étude a suggéré que les vocalisations émises de la mère vers l'enfant sont reconnues par le bébé. Elles induisent des processus hormonaux complexes influençant notamment l'attachement mère-enfant et le comportement du bébé en impliquant l'ocytocine (un enfant stressé, consolé par la seule voix de sa mère, activerait un processus hormonal semblable à celui qui reçoit une attention physique. La production d'ocytocine serait activée par la voix chez l'espèce humaine, alors qu'il faut chez le rat un contact physique). Toutefois, cette étude ayant examiné des dyades mère-fille ne permet pas à elle seule d'affirmer l'existence de cet effet, ni de savoir s'il est propre à la voix de la mère.

## Approche affective

### L’amour maternel dans le cadre de l’adoption
Dans le cadre de l’adoption, la période fusionnelle ayant lieu dans les 4 premiers mois de la vie n’a pas lieu, aussi, la mise en place du lien d’attachement en sera d’autant plus difficile à mettre en place, selon M.-O.Goubier-Boula dans son article sur le processus d’attachement dans le cadre de l’adoption.

### L’Haptonomie pour développer l’amour parental
L'haptonomie permet aux futurs parents de développer très tôt pendant la grossesse une relation affective active avec leur enfant. Le fœtus est invité, à travers le ventre de sa mère, à participer aux échanges tactiles et vocaux avec ses parents. Ces échanges sont perceptibles par les déplacements et mouvements du bébé dans le ventre.
L’accompagnement haptonomique commence le plus tôt possible durant la grossesse et peut se poursuivre jusqu’à l’acquisition de la marche par l’enfant. Il permet également de préparer l’accouchement avec les parents. Il est considéré comme un outil de prévention des troubles du “devenir-soi”, grâce à la qualité affective des liens parents/enfants qu’il développe.[réf. nécessaire]
L'haptonomie nécessite la présence et l’engagement de deux personnes dans l’accompagnement du développement de l’enfant. Ainsi, la présence d’une tierce personne de confiance est demandée lorsque le père n’est pas présent avec la mère. Le sentiment de parentalité partagée est encouragé, ainsi que l'entraide et le soutien, tout en donnant une place à chacun des deux parents[réf. nécessaire].
Concernant le développement de l'amour maternel, Catherine Dolto s'est exprimée dans l'article du mouvement au geste, comment le fœtus se profile comme Sujet.

## Controverses sur l'amour maternel
L’amour maternel est un concept connu de tous et très ancré dans nos sociétés modernes. Pourtant, des philosophes, psychologues ou théoriciens contestent cette donnée, ou la nuancent. Par exemple, Donald Winnicott développe la notion de « préoccupation maternelle primaire ». Ici, il ne parle pas d’amour mais de préoccupation. Cela implique plutôt de l’attention, de l’empathie et un attendrissement à l’égard de l’enfant. Par ailleurs, d’autres spécialistes nient totalement l’existence d’un amour ou d’un instinct maternel. C’est notamment le cas de la psychologue Maryse Vaillant qui explique qu’une femme ne nait pas avec l’instinct maternel. Selon elle, ce sont les animaux qui ont cet instinct ou amour maternel. Puis, exposons les idées de Catherine Mathelin-Vanier, qui soutient, elle aussi, la thèse selon laquelle l’amour maternel n’existe pas. Pour cette psychanalyste, la notion d’amour maternel est plus complexe. En effet, certaines femmes peuvent le ressentir, tandis que d'autres en sont dépourvues. Cela ne doit pas être considéré comme une déficience pour cette spécialiste. Enfin, pour Catherine Vidal, la femme, à l’inverse de l’animal possède un libre-arbitre. Effectivement, l’amour maternel ne peut être inné car chaque être humain jouit d’une volonté et d’une capacité à faire des choix[réf. nécessaire].

## Approche historique

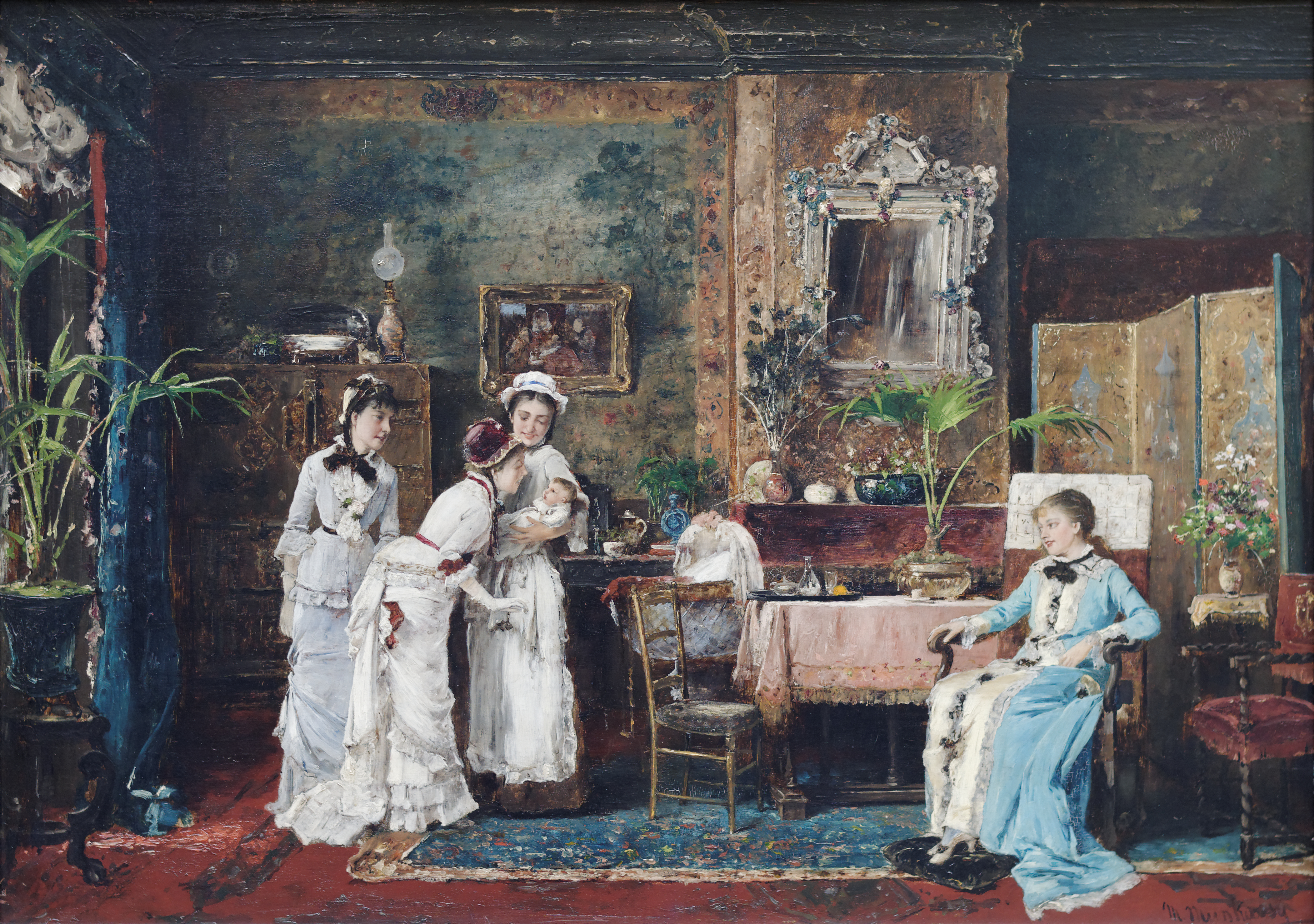
Visite d'une mère en couches. Mihály Munkácsy, 1879

En 1960, dans son livre L'Enfant et la vie familiale sous l'Ancien Régime, Philippe Ariès initie une approche historique de l'enfance. Depuis, les études françaises ont été affinées, notamment à l'aide de relevés précis des naissances, baptêmes, mortalités, mises en nourrices, et ont permis de reconstituer les compositions familiales et les mœurs, ceci grâce aux registres des paroisses tenus depuis au moins le XVIe siècle, mais aussi des données littéraires et iconographiques, des correspondances privées ou officielles entre agents de l'État, des commentaires publics et des textes de lois, et autres sources d'informations pour les historiens.
Ces données permettraient de montrer que les manifestations d'attachement des parents envers leurs enfants ont été très variables suivant les périodes et suivant les classes sociales. On montrerait ainsi qu'il y a eu des modes dans la manière de les élever, de les éduquer, et même dans les manifestations de sentiments dans l'intimité,.
Par exemple, aux XVIIe et XVIIIe siècles, de très nombreux enfants de la noblesse et de la bourgeoisie, et dans toutes les couches sociales en milieu urbain, étaient envoyés en nourrice, loin de leurs parents et étaient traités avec une certaine négligence par les nourrices « mercenaires », ce qui augmentait la mortalité infantile de manière importante, au point que certains représentants de l'État, inquiet pour la santé et le nombre des futurs travailleurs, pouvaient écrire que les parents se préoccupaient moins de leurs enfants que de la santé de leurs chevaux. Dans ce cadre, les mères ne semblaient pas opposées à ces traitements, ni plus sentimentales que les pères. Bien sûr, ces observations ne sont jamais que des généralités concernant l'écrasante majorité des personnes étudiées,.
Au XVIIIe siècle commence une baisse de la mortalité infantile dont les raisons ne sont pas clairement cernées. Peut-être une meilleure hygiène et une meilleure alimentation donnée aux enfants, grâce aux progrès de la médecine, et aux conseils donnés par les médecins dont on ne sait s'ils ont été entendus (le monde médical n'acquiert d'autorité en ce domaine qu'au cours du XIXe siècle). Peut-être une plus grande attention donnée par les parents, sans que les explications données de ce changement d'attitude ne fasse l'unanimité chez les historiens. C'est au XIXe siècle que le recours aux nourrices ne fut plus à la mode, au contraire, et que les manifestations d'amour maternel se généralisèrent (le rôle sentimental des pères semblant en général bien différent),.
À la lumière de ces données, Philippe Ariès, suivi par Edward Shorter et Élisabeth Badinter, entre autres, considèrent que l'amour maternel est un sentiment moderne, construit socialement avec le concours de l'État pour répondre à des intérêts multiples. Élisabeth Badinter, féministe, en tire des conclusions diverses comme la nécessité de déculpabiliser les femmes, et en particulier les mères, sur l'inadéquation de leurs sentiments réels avec l'amour maternel idéalisé tel qu'il est généralement présenté ; É Badinter estime que la femme n'est pas naturellement plus susceptible que l'homme d'amour envers son enfant et de sacrifices pour lui, à la lumière aussi d'études récentes (XXe siècle) sur les comportements comparés des pères et des mères. Un historien comme Dominique Julia a reproché néanmoins à l'essai d'Élisabeth Badinter de souffir d'anachronisme, de se baser sur « les thèses simplificatrices » d'Edward Shorter et de « charrier trop de préjugés et d'inexactitudes ». L'anthropologue américaine Sarah Blaffer Hrdy conteste également la théorie de Badinter selon laquelle il n'y aurait pas de fondement biologique pour expliquer le comportement maternel.
D'autres historiens, considèrent que les comportements observés « ont leur rationalité et […] peuvent exprimer un amour différent du nôtre », que « les enfants ont toujours été aimés, d'une manière ou d'une autre, sinon ils n'auraient pas survécu », et, soulignant les inévitables lacunes des informations disponibles, peuvent considérer que « à certains moments, les mères et les nourrices du peuple sont les seules à les aimer, et ces sentiments des humbles laissent peu de traces dans nos sources ». Des preuves indirectes de l'amour maternel (et paternel) sont trouvées dans les réactions de deuil des parents dont un enfant est décédé : de nombreux documents historiques décrivent des mères et pères très affectés par la perte d'un enfant, malgré des taux élevés de mortalité infantile.

### Ouvrages
- Jean-Jacques Rousseau, Émile ou De l'éducation, 1762.
- Élisabeth Badinter, L'Amour en plus : histoire de l'amour maternel (XVIIe au XXe siècle), 1980, 471 p. (ISBN 2-253-02944-0).
- Moussa Nabati, Le père, à quoi ça sert ? La valeur du triangle père-mère-enfant, avec Simone Nabati, Jouvence, 1990
- Sarah Blaffer Hrdy, Les instincts maternels, Payot, 2002, 622 p. (ISBN 978-2-228-89659-7)
- Edwige Antier, Éloge des mères : Faire confiance à l'instinct maternel et favoriser l'épanouissement, Robert Laffont, 2011, 159 p. (ISBN 978-2-221-11781-1, lire en ligne)
- Maryse Vaillant, Etre mère : mission impossible ?, Albin Michel, 2011
- Anne Galloyer, L'Enfant vu par les peintres au XXe siècle, Musée Fournaise, 2014.
- Yvonne Knibiehler, La revanche de l'amour maternel ?, Eres, 5 janvier 2017, 152 p. (ISBN 978-2-7492-4831-8, lire en ligne)

### Articles
- Histoire de l'enfance sur le site de l'Encyclopædia Universalis, article de Marie-France Morel.
- Marie-France Morel, « L'amour maternel : aspects historiques », Spirale, vol. 18, no 2,‎ 2001 (ISSN 1278-4699 et 1951-6274, DOI 10.3917/spi.018.0029, lire en ligne)
- Blaise Pierrehumbert, « L’amour maternel, un amour impératif », Spirale, n°18, 2001, p.83-112.
- Jean-François Dortier, « Y a-t-il un instinct maternel ? », Sciences Humaines,‎ 2003/1 (n°134), p. 31-31 (lire en ligne)
- Sarah Gibbens, « L’instinct maternel est-il vraiment l’apanage des mères ? », sur National Geographic, 18 juin 2020